# А. Гутхейль (издательство)

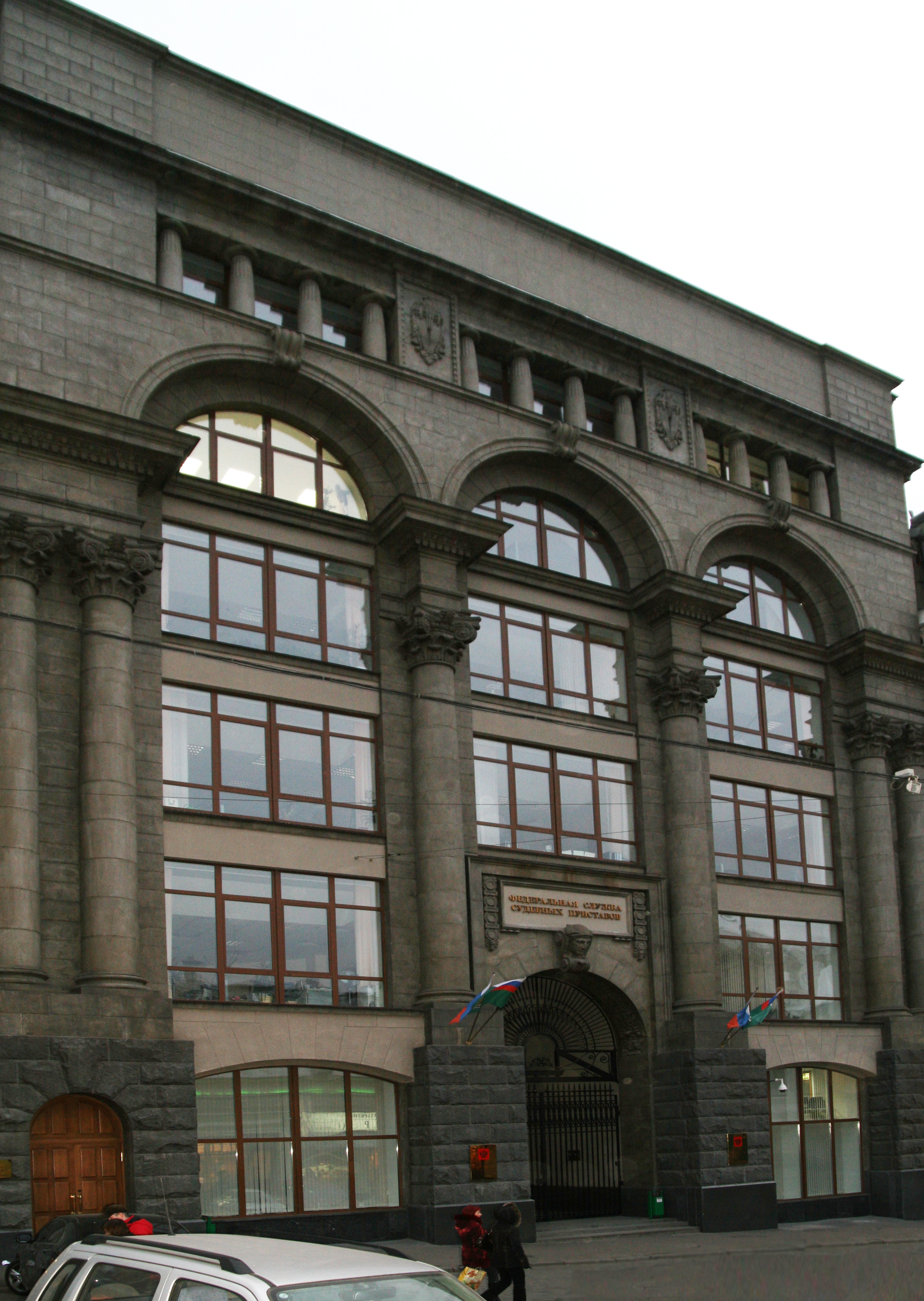
Бывший дом Юнкера

«А. Гутхейль» — русская нотоиздательская фирма, основанная А. Б. Гутхейлем в 1859 году в Москве. До 1917 года сначала наряду с фирмами Юргенсона («П. Юргенсон», основано в 1861 году), Бесселя («В. В. Бессель и Ко», 1869), Циммермана (1875), затем Беляева («М. П. Беляев в Лейпциге», 1885), и Кусевицкого («Российское музыкальное издательство», 1909) была одним из крупнейших музыкальных издательств России. Собственной нотопечатни не имела. Контора и первый нотный магазин располагались в Москве на Кузнецком Мосту, 10 в доме Беккерса, позднее называвшемся домом Юнкера.

## История

### 1859—1882 годы
Семья А. Б. Гутхейля (1818—1882) переехала в Россию из Франкфурта-на-Майне в 1853 году, а в 1859 году он основал в Москве музыкально-издательскую фирму «А. Гутхейль». С 1861 года состоял комиссионером Императорских театров, в 1876 году получил звание Поставщика Двора Его Императорского Величества и потомственного «Почётного гражданина Москвы».
Музыкальное издательство «А. Гутхейль» не имело собственной нотопечатни, поэтому его деятельность осуществлялась совместно с нотоиздательской фирмой М. И. Бернарда, а также с гравёром нотных досок и нотопечатником С. П. Кондратьевым. С 1870 года в течение двух лет фирма издавала ежемесячный «Музыкальный журнал».

### 1882—1914 годы

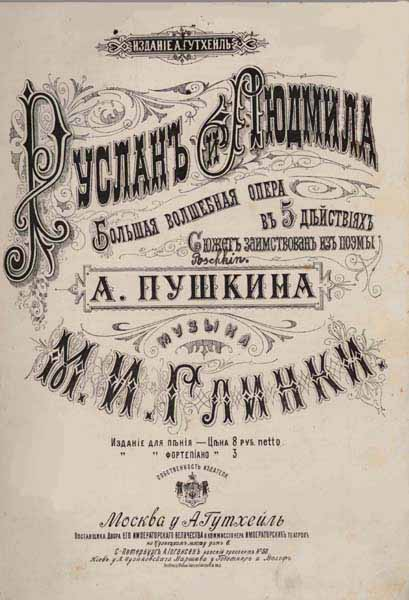
Клавир оперы «Руслан и Людмила», издание 1885 года

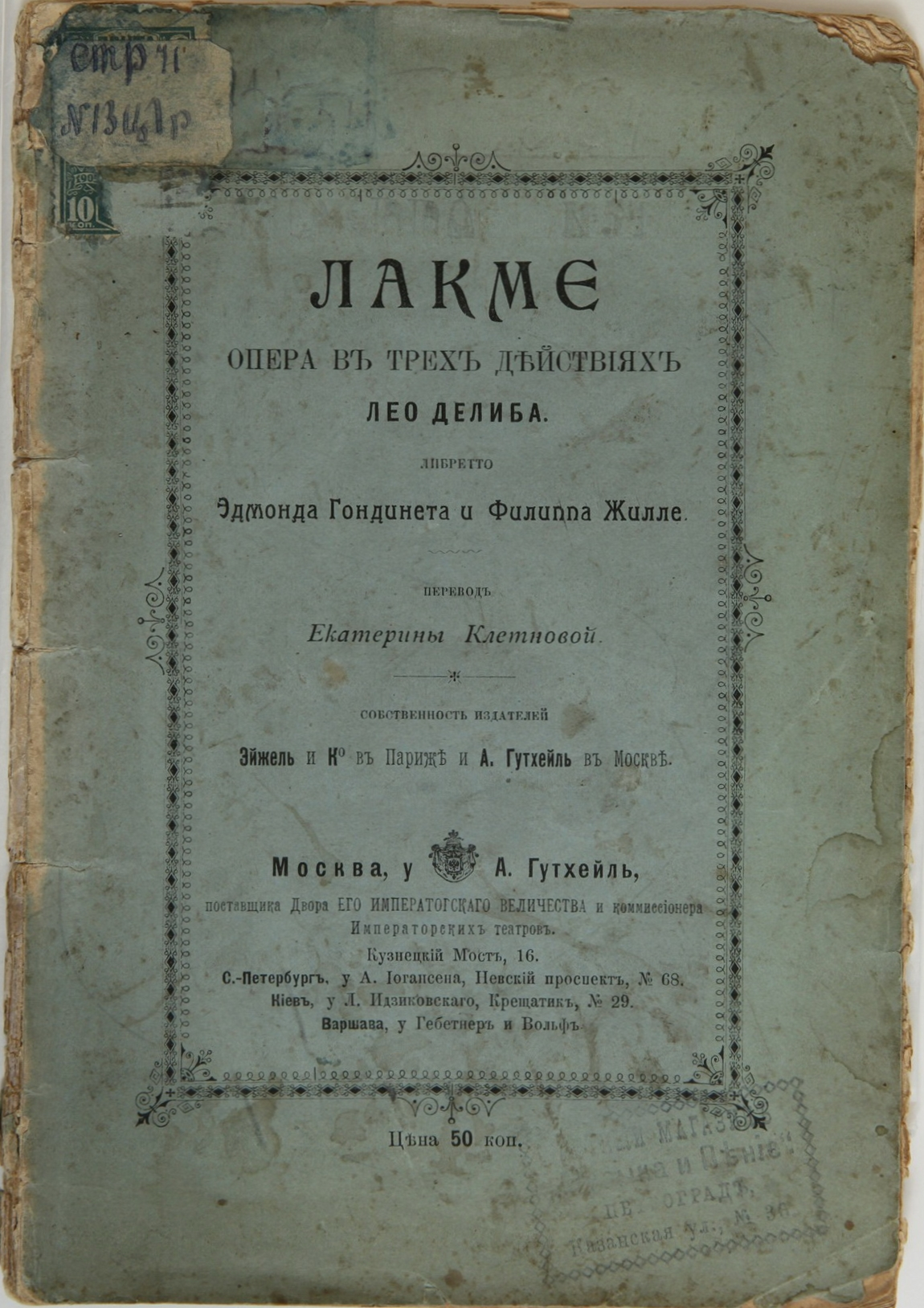
Либретто оперы «Лакме», русский перевод. Автор — Екатерина Клетнова, издание 1892 года

После смерти А. Б. Гутхейля в 1882 году фирму унаследовал его старший сын К. А. Гутхейль (1851—1921), состоявший одним из директоров Московского филармонического общества. В 1886 году К. А. Гутхейль значительно расширил предприятие отца, приобретя нотоиздательство Ф. Т. Стелловского. В результате этого к фирме «А. Гутхейль» перешло владение нотными досками 8 издательств: И. Д. Герстенберга, И. К. Пеца, Клевера, «Снегирев Л. и Ко», П. И. Гурскалина, В. Д. Деноткина, Ф. Т. Стелловского. Фирма начала специализироваться на издании оперных клавиров русских и западно-европейских композиторов и стала одним из крупнейших музыкальных издательств дореволюционной России. От Стелловского к К. А. Гутхейлю перешли авторские права на публикацию сочинений (главным образом опер) М. И. Глинки, А. С. Даргомыжского, А. Н. Верстовского, А. Н. Серова. Фирма издавала оперные клавиры А. С. Аренского, Ш. Гуно, Дж. Мейербера, Дж. Верди и других композиторов. Вместе с тем нотоиздательство опубликовало часть романсов и фортепианных пьес М. А. Балакирева, собрание романсов А. Е. Варламова и А. Л. Гурилёва, других авторов. Издательство «А. Гутхейль» стало первым публикатором сочинений С. В. Рахманинова и в дальнейшем выпустило большинство его произведений.
Нотоиздательство процветало — в 1903 году Карл Гутхейль переселился в шикарный особняк, поныне называемый его именем.
Со времени основания фирмы было опубликовано 12 000 названий. Кроме собственного магазина в Москве издания продавались в Санкт-Петербурге у А. Иогансена на Невском проспекте, дом 44, и в Киеве у Идзиковского.

### 1914—1938 годы
В 1914 году после начала Первой мировой войны К. А. Гутхейль продал фирму владельцам «Российского музыкального издательства» Наталии и Сергею Кусевицким. Чета Кусевицких решила не менять название приобретённого издательства. С 1920 года деятельность «Российского музыкального издательства» осуществлялась преимущественно в Париже, где под маркой фирмы «А. Гутхейль» были изданы многие сочинения С. С. Прокофьева заграничного периода (1918—1936). В 1938 году после приобретения «Российского музыкального издательства» британским издательством «Boosey & Hawkes» фирма «А. Гутхейль» прекратила своё существование.